# جک مک‌گی (بازیگر)
جک مک‌گی (انگلیسی: Jack McGee؛ زادهٔ ۲ فوریهٔ ۱۹۴۹) یک هنرپیشه اهل ایالات متحده آمریکا است.
از فیلم‌ها یا برنامه‌های تلویزیونی که وی در آن نقش داشته است می‌توان به هدف نهایی، از میان مسیرها، انهدام، سیزده روز، وظیفه هیئت منصفه و قهرمانان بی‌بندوبار اشاره کرد.